# Schwarzkehl-Schwanzmeise
Die Schwarzkehl-Schwanzmeise (Aegithalos concinnus), auch als Rostkappen-Schwanzmeise bezeichnet, ist eine recht kleine und kontrastreich gezeichnete Vogelart aus der Familie der Schwanzmeisen. Sie bewohnt den Himalaya, China, Myanmar und Teile Indochinas. Wie alle Arten der Gattung ist sie sehr gesellig und bildet kleine Schwärme, die außerhalb der Brutzeit auf der Suche nach Nahrung umherstreifen.

## Beschreibung

### Aussehen
Mit 10,5 cm Körperlänge ist die Schwarzkehl-Schwanzmeise kleiner als eine Schwanzmeise. Der Schwanz ist mittellang und damit wesentlich kürzer, als bei den langschwänzigen Unterarten der Schwanzmeise.
Die namensgebende Kopfkappe ist rostrot oder – bei den Unterarten A. c. pulchellus und A. c. annamensis – graubraun. Die Augen kontrastieren mit ihrer hellgelben Iris auffällig zu der breiten samtschwarzen Maske, die sich vom Schnabel bis in den Nacken erstreckt. Am Schnabel ist die Maske nur ein schmales Band, wird dann am oberen Rand in einem Bogen parallel zum Augenrand sehr viel breiter, verengt sich ein Stück hinter dem Auge wieder und wird dann zum Nacken hin kontinuierlich schmaler. Am unteren Rand verläuft sie zunächst relativ gerade, wird hinter dem Auge schmaler und buchtet sich dann in einem Haken aus, um dann im Nacken schmal zuzulaufen. Die Unterart A. c. iradalei zeigt am oberen Rand der Maske hinter dem Auge einen auffälligen, weißen Superciliarstreifen. Vom Kinn über die Halsseiten bis in den Nacken und auf die Brust erstreckt sich eine weiße Partie, innerhalb der ein großer, schwarzer, zu den Seiten spitz auslaufender Kehlfleck liegt, der der Art ihren englischen Namen „Black-throated Tit“ einbrachte. Die Oberseite ist bläulich- bis schiefergrau, die Flügel und der Schwanz sind etwas dunkler. Die Schwanzaußenseiten sind weiß. Bei der Unterart A. c. iradalei ist die Unterseite beige mit rostfarben überhauchter Brust und Flanken, bei den anderen Unterarten weiß mit hell rostfarbenen Flanken und einem breiten rostroten Brustband, das in der Mitte unterbrochen ist. Die stark abweichende Unterart A. c. annamensis hat neben einer graubraunen Kopfkappe ein bräunliches Brustband und ins rosa spielende Flanken.
Ein Geschlechtsdimorphismus ist nicht vorhanden. Die Jungvögel haben eine mattere Kopfkappe und ein weißes Kinn (der schwarze Kehlfleck fehlt). Dieses setzt sich von der Unterseite deutlich ab, am Rand zeigt sich auf der Brust ein dunkel streifiges oder fleckiges Band. Der weiße Supercilliarstreifen über der Maske ist, wenn vorhanden, weniger ausgeprägt.

### Stimme
Die Lautäußerungen sind denen der Schwanzmeise recht ähnlich. Der Kontaktruf ist ein leises psip-psip und ein schwirrendes si-si-si-si…. Als Erregungsruf wird ein kräftigeres zap vorgebracht, das oft in ein knarrendes tschirr-trrt-trrt übergeht. Der Gesang ist ein wiederholtes, zwitscherndes tir-ir-ir-ir-ir, das bisweilen von einem abgesetzten, kurzen Tschilpen unterbrochen wird.

### Verhalten

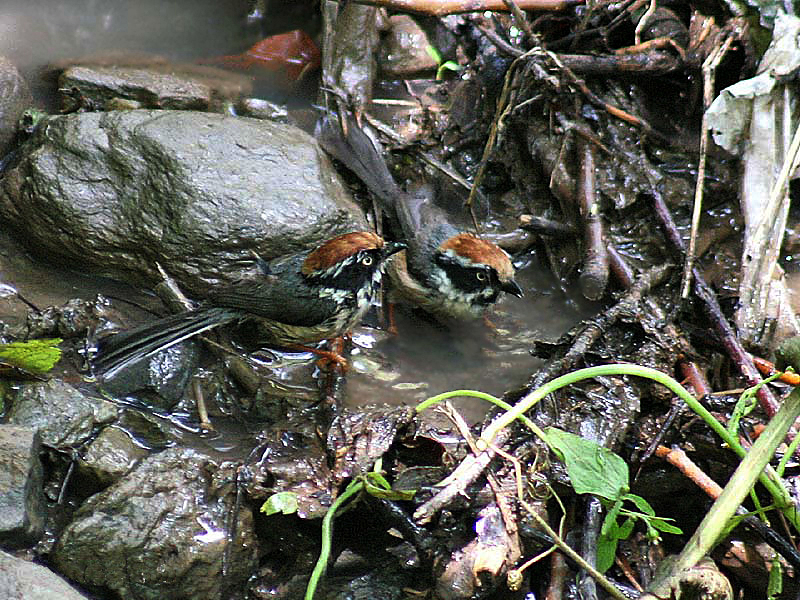
Badende Schwarzkehl-Schwanzmeisen der Unterart iradalei

Wie andere Arten der Gattung sind Schwarzkehl-Schwanzmeisen wenig scheu, sehr gesellig und schließen sich vor allem außerhalb der Brutzeit zu kleinen Schwärmen mit bis zu 40 Exemplaren zusammen. Oft gesellen sich diese auch zu Schwärmen anderer Vogelarten. Auch während der Brutzeit sind Schwärme aus Nichtbrütern oder Paaren ohne Bruterfolg zu beobachten. Die Nahrung wird vorwiegend in der Strauchschicht gesucht, gelegentlich auch in Bäumen. Sie besteht vor allem aus Insekten, aber auch aus Sämereien und Früchten. 
Wie bei der Schwanzmeise werden Schlafgemeinschaften gebildet. 

## Verbreitung

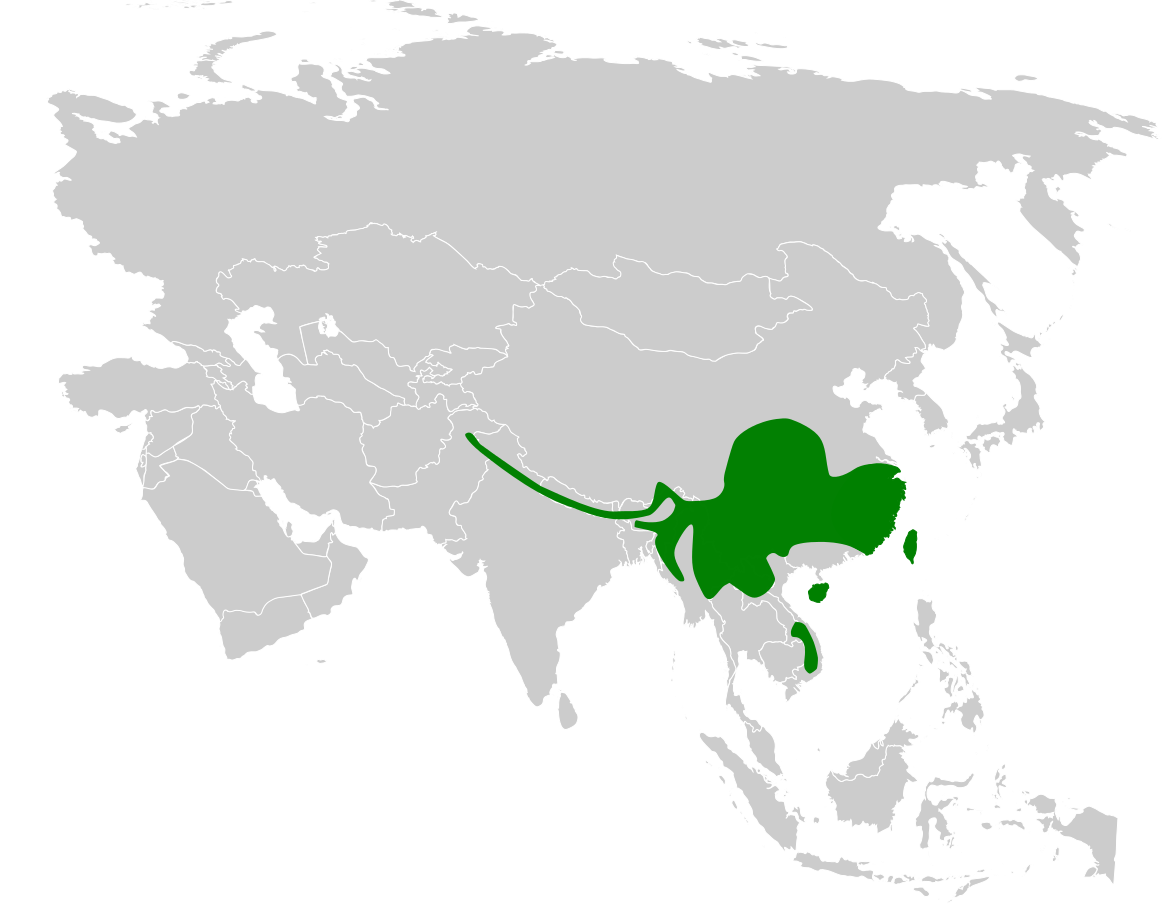
Verbreitungskarte der Schwarzkehl-Schwanzmeise

Die ostasiatische Art besiedelt im Himalaya den äußersten Nordosten Pakistans, Nordwestindien (Kaschmir, Himachal Pradesh, das nördliche Uttar Pradesh) sowie Teile Nepals, Sikkims und Bhutans und Tibets. Sie kommt in Nordostindien (Arunachal Pradesh, Nagaland, Manipur, Meghalaya sowie im äußersten Süden von Assam und Mizoram) und in Myanmar vor, wo sie, große Teile in der Mitte auslassend, im Nordwesten und im Nordosten verbreitet ist. In Indochina kommt sie zudem im äußersten Nordwesten Thailands, im Norden von Laos und Vietnam, sowie in einem großen Teilareal im Süden von Laos und Vietnam vor. In China erstreckt sich die Verbreitung von Sichuan durch das südliche Gansu und Shaanxi, Henan, Anhui und in das südliche Jiangsu. Zudem besiedelt sie Taiwan. In Hongkong ist sie ein unregelmäßiger Wintergast.
Die Schwarzkehl-Schwanzmeise ist vorwiegend Standvogel. Neben gelegentlichen Dispersionen wandert sie nur bisweilen in kälteren Wintern aus höheren Lagen ab.

## Geografische Variation

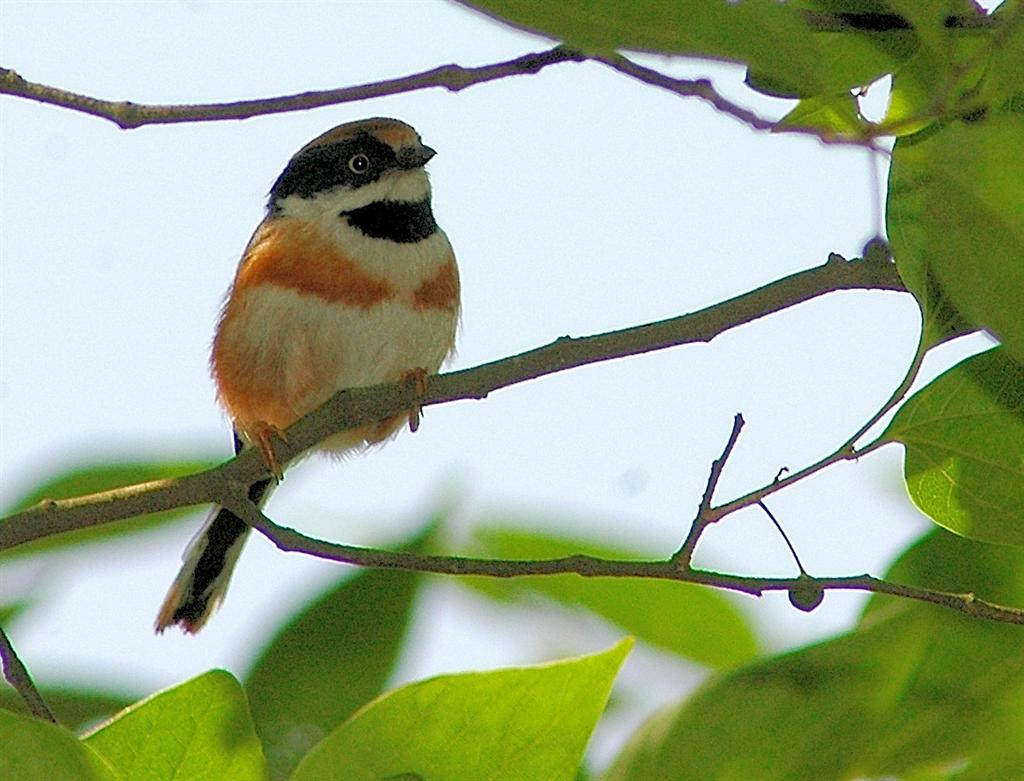
Die Unterarten der concinnus-Gruppe zeigen ein geteiltes, rostbraunes Brustband auf weißer Unterseite

Die sieben Unterarten der Rostkappenschwanzmeise können in drei Gruppen unterteilt werden.

### Iradalei-Gruppe
Weißes Supercillium und recht einfarbig rostbeige Unterseite, fehlendes oder schwach ausgeprägtes weißes Brustband.
- A. c. iradalei (Stuart Baker, 1920) – Himalaya von Nordpakistan bis Nordostindien, südwestliches China
- A. c. rubricapillus (Ticehurst, 1925)	kommt im zentralen und östlichen Himalaya vor.

### Concinnus-Gruppe
Kein weißes Supercillium, rostbraune Flanken und rostrotes Brustband auf weißer Unterseite.
- A. c. manipurensis (Hume, 1888) – Nordostindien und westliches Myanmar
- A. c. concinnus (Gould, 1855) – Östliches Mittelchina und südöstliches China, Nordost-Vietnam, Hainan und Taiwan
- A. c. talifuensis (Rippon, 1903) – Nordöstliches Myanmar, Südchina, Nord- und Ost-Laos und nordwestliches Vietnam
- A. c. pulchellus (Rippon, 1900) – Östliches Myanmar und Nordwest-Thailand

### Annamensis-Gruppe
Beige Unterseite mit bräunlichem Brustband und ins rosa spielende Flanken.
- A. c. annamensis (Robinson & Kloss, 1919) – Südliches Laos, Vietnam und angrenzende Gebiete von Kambodscha